# یورکشایر تریر

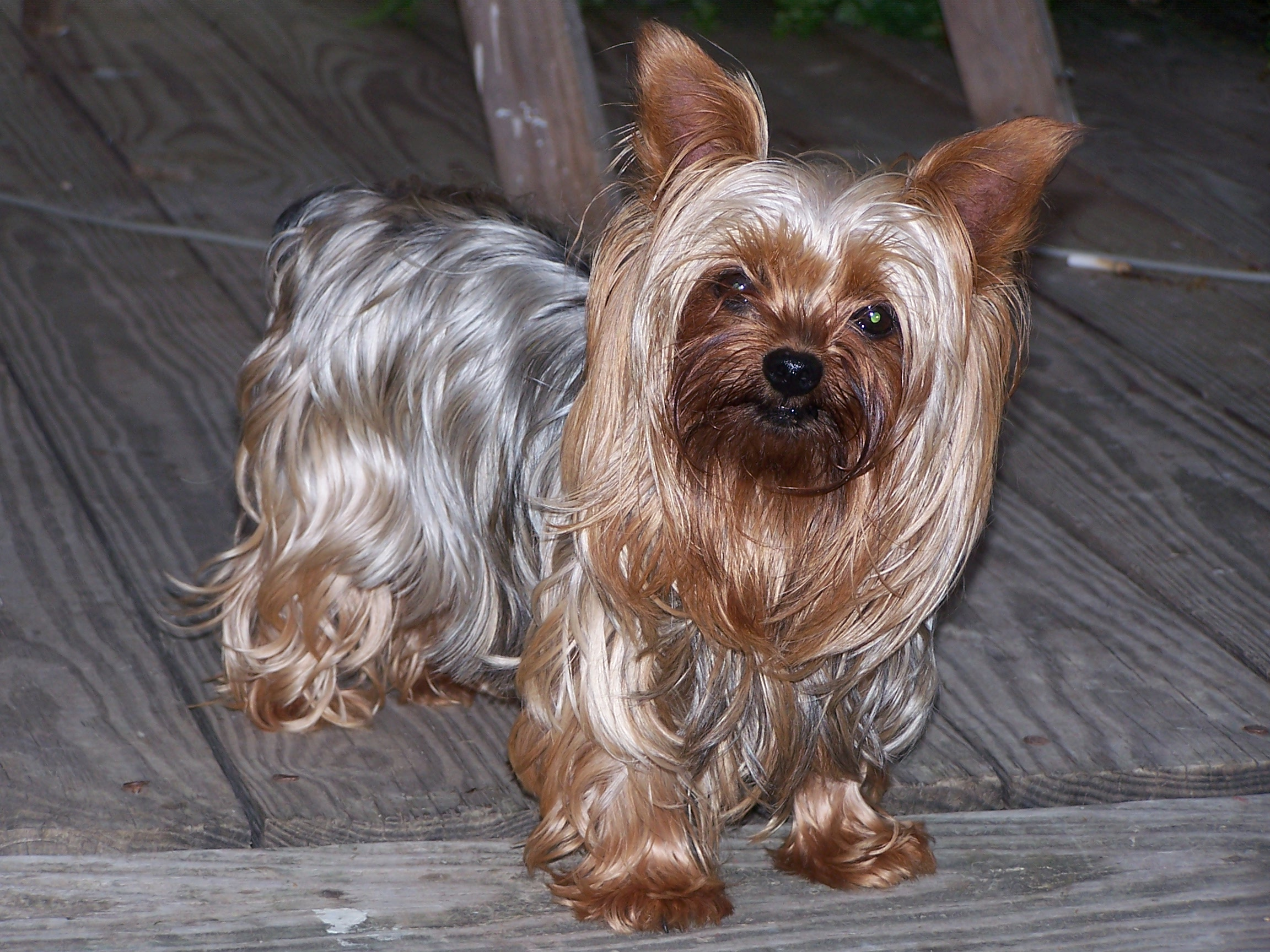
یورک شایر تریر.

یورک شایر تریر (به انگلیسی: Yorkshire Terrier) از نژادهای سگ‌های تریر است.این سگ حیوانی سرزنده و دوست داشتنی است که از هوش بالایی برخوردار است. سگ شکاری و نیرومندی می‌باشد . برای آپارتمان نشینهایی که می توانند در روز حداقل یک ساعت به نظافت سگ اختصاص دهند مناسب می‌باشد . از نظر ویژگی‌های ظاهری، دارای موهای بلند ابریشمی می‌باشند که به رنگ آبی فولادی است و از نوک بینی تا انتهای دم سگ را می پوشاند. موها در قسمت سینه و سر و پاهای سگ به رنگ طلایی سیر دیده می‌شود. گوش این حیوان کوچک و به شکل V است که تیز بوده، با موهای خرمایی سیر پوشیده شده‌است. وزن این سگ‌ها تا حدود 3 کیلوگرم می‌رسد.

## نگارخانه

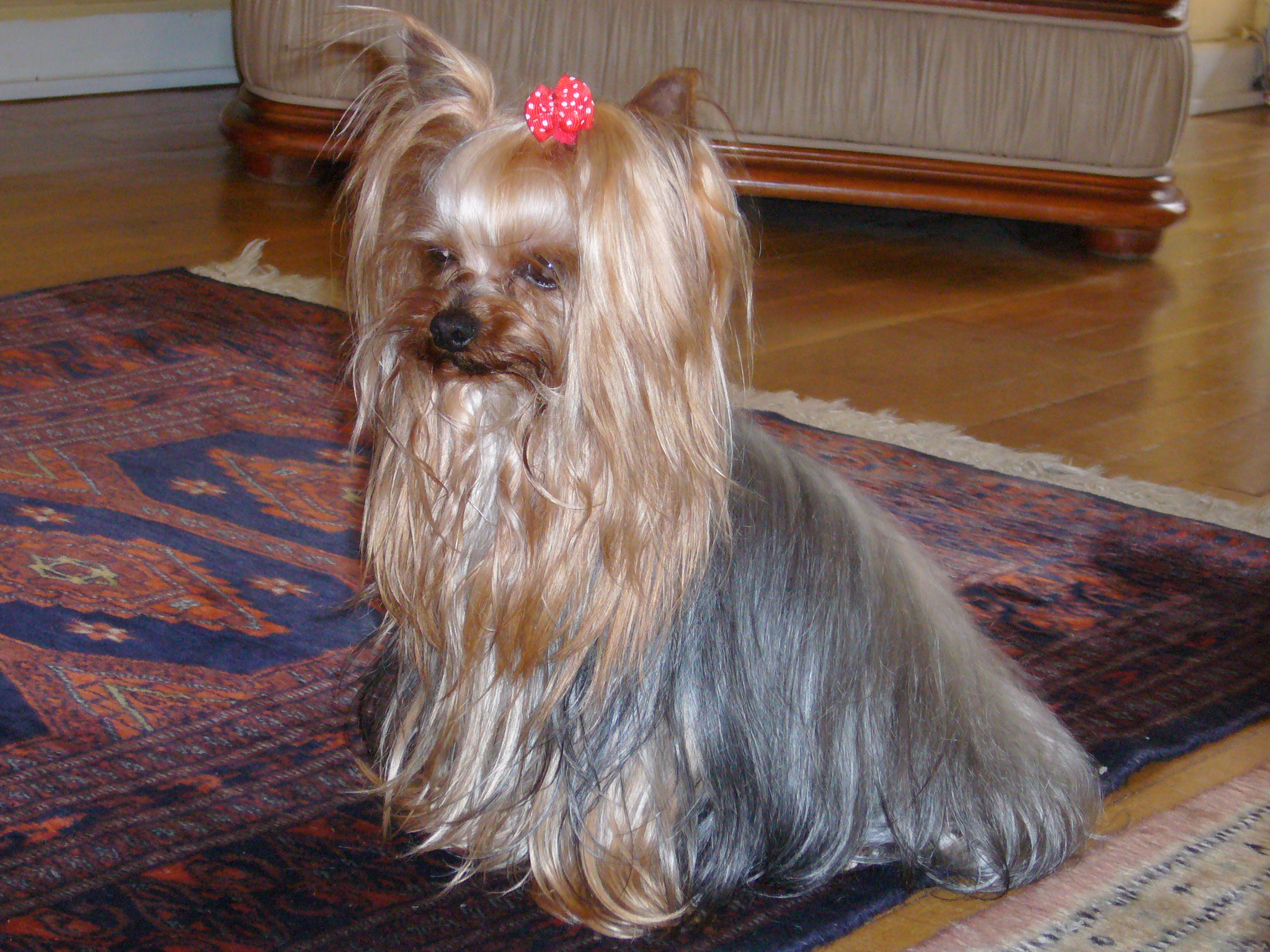
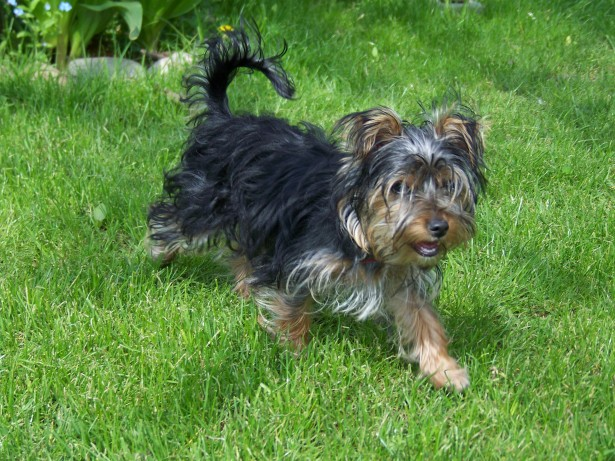
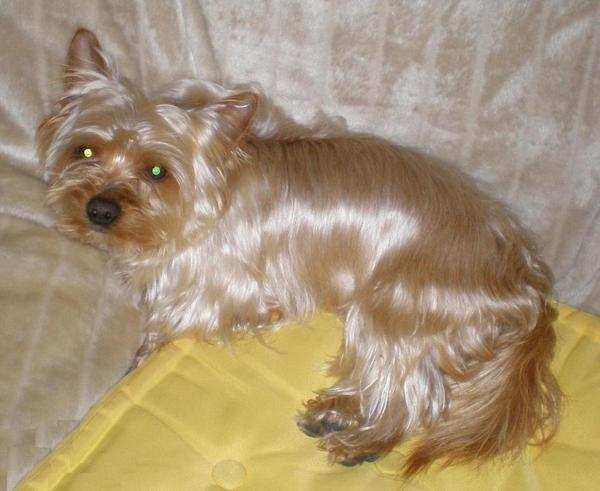
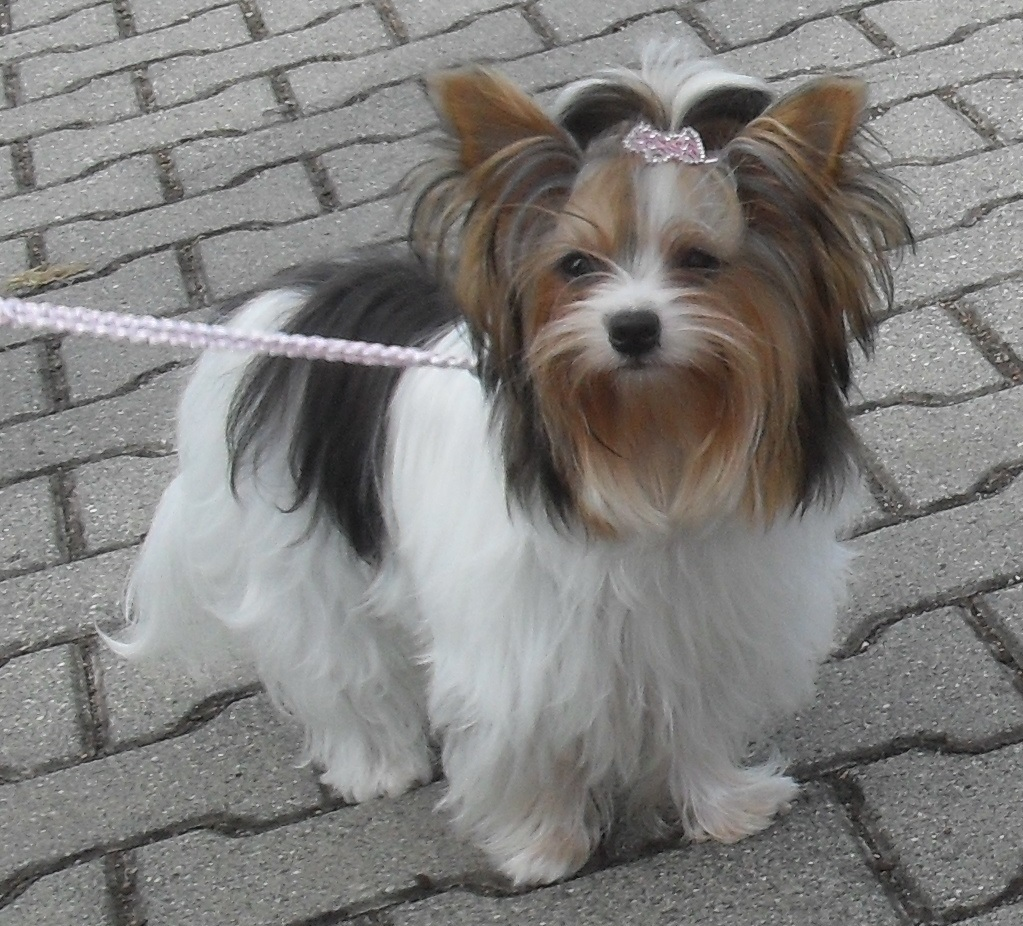
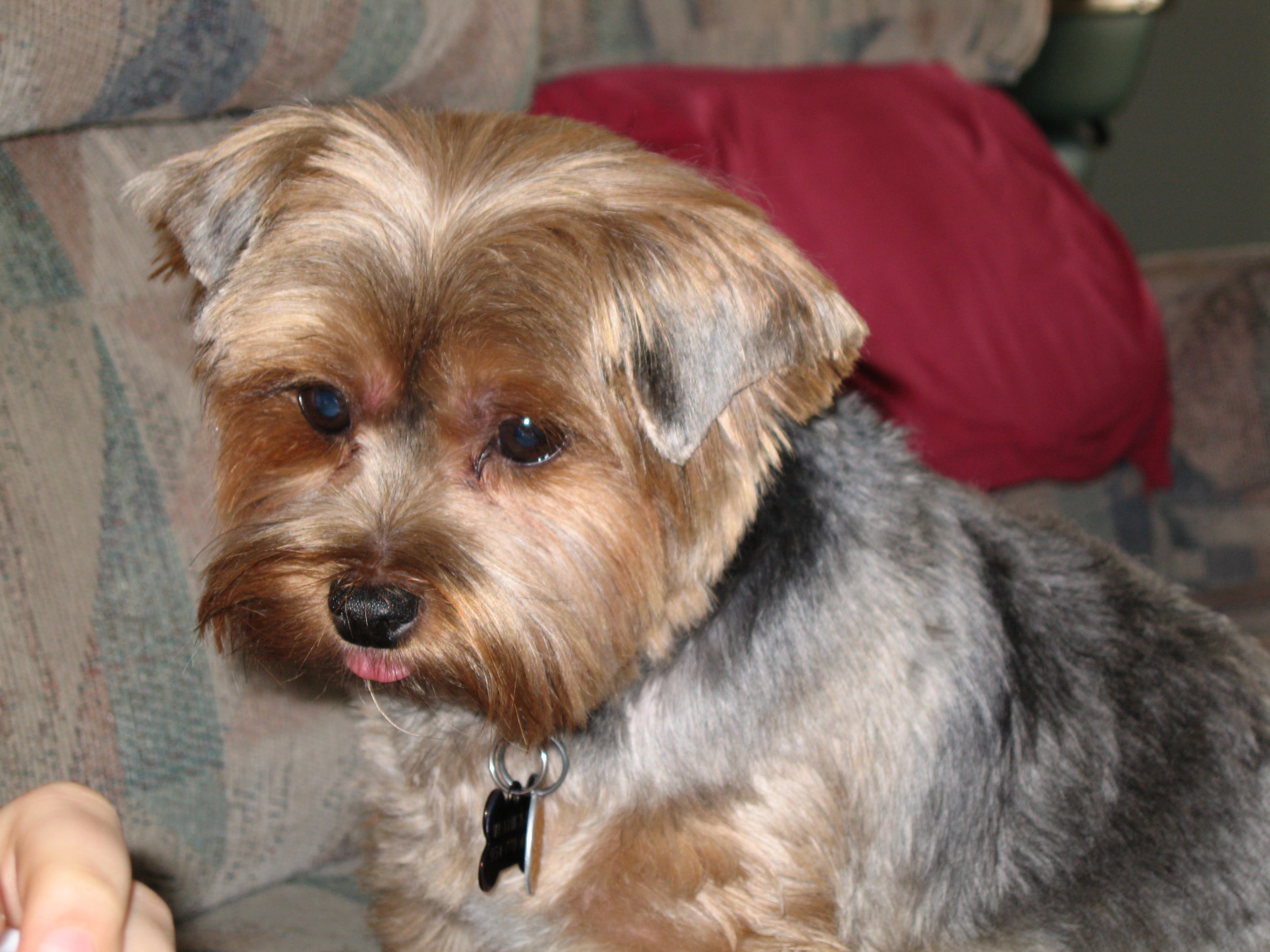